# 즈지스와프 벡신스키
즈지스와프 벡신스키(폴란드어: Zdzisław Beksiński, 1929년 2월 24일 ~ 2005년 2월 22일)는 폴란드의 화가이자 사진가이다.
남부 폴란드 사노크(Sanok)에서 태어났다.
크라쿠프(Kraków)에서 건축학을 공부했다.
건축가로 일했지만 적성에 맞지 않아 그만두고 예술사진가로 예술 활동을 시작하였다.그 이후 1960년대부터 그림을 그리기 시작했다.
1990년대는 벡신스키에게 시련의 시대였다. 그의 아내 Zofia가 1998년에 사망하였고 1999년 크리스마스 이브에 그의 아들 토마슈(Tomasz)가 자살했다.아들의 시체는 벡신스키가 발견했다고 한다.
2005년 2월에 그는 바르샤바의 자택에서 17군데를 찔린 주검으로 발견되었다. 그의 오랜 지인의 아들인 19세의 로베르트 쿠피에츠(Robert Kupiec)와 그의 친척인 16세의 루카시 K가 범인으로 밝혀졌다. 이들은 벡신스키에게 돈을 빌리려고 했다가 거절당해서 범행을 저질렀다고 한다.
흔히 폼페이의 화석으로 잘못 알려져 있는, 남녀가 끌어안고 있는 그림은 벡신스키의 1984년 작품이다.

## 작품

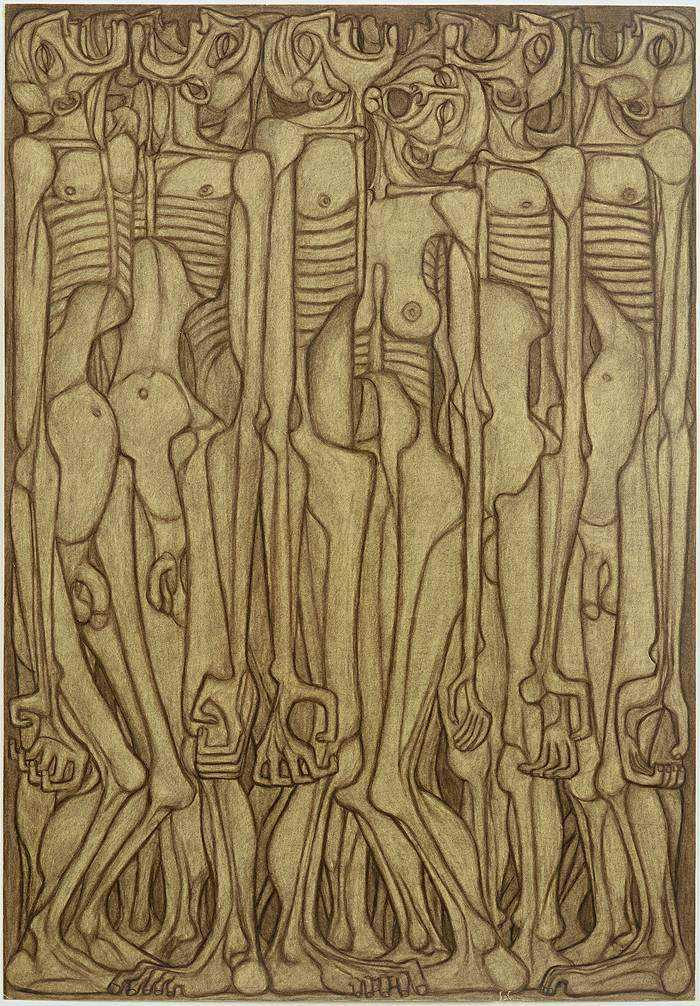
제목 없는 그림(1956년 작)
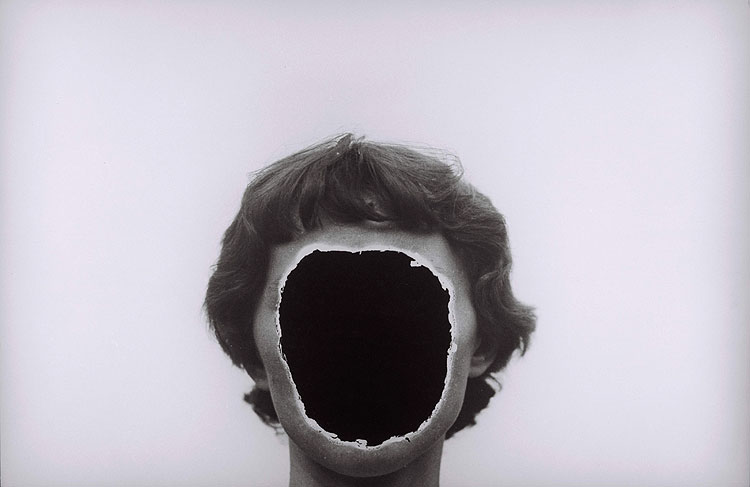
아내의 초상
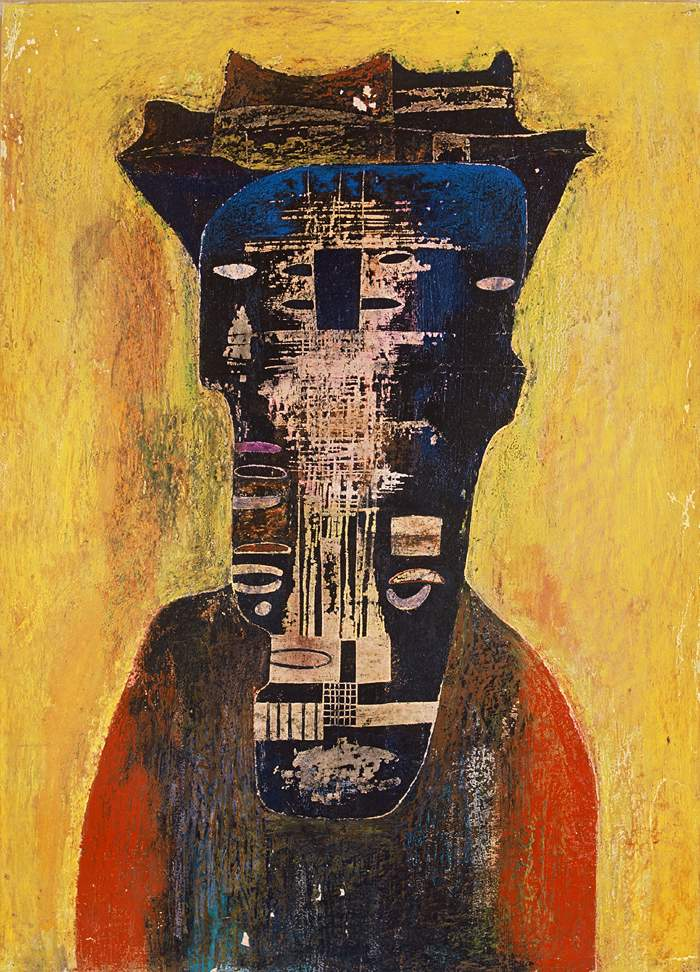
제목 없는 그림
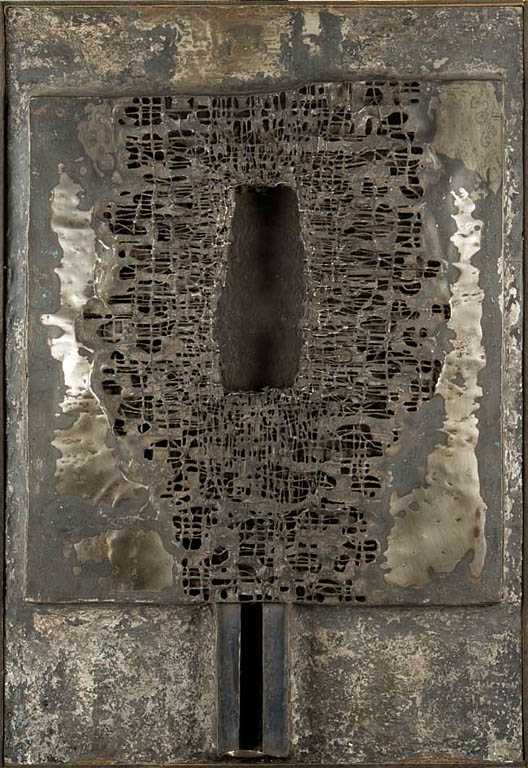
제목 없는 돋을 새김(1960년 작)
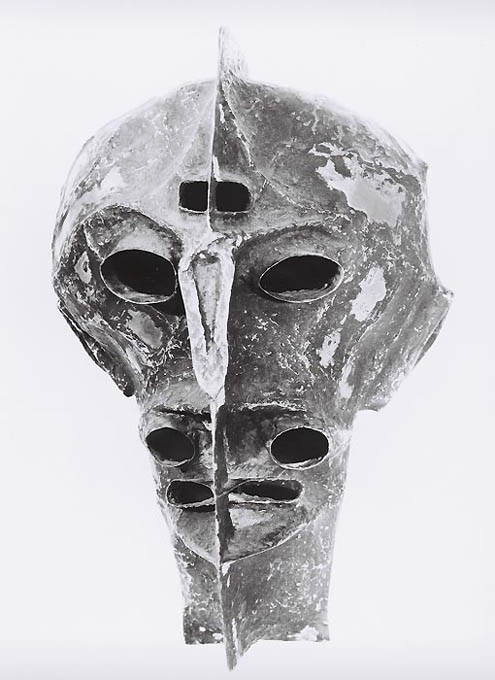
머리 조각(1960년 작)
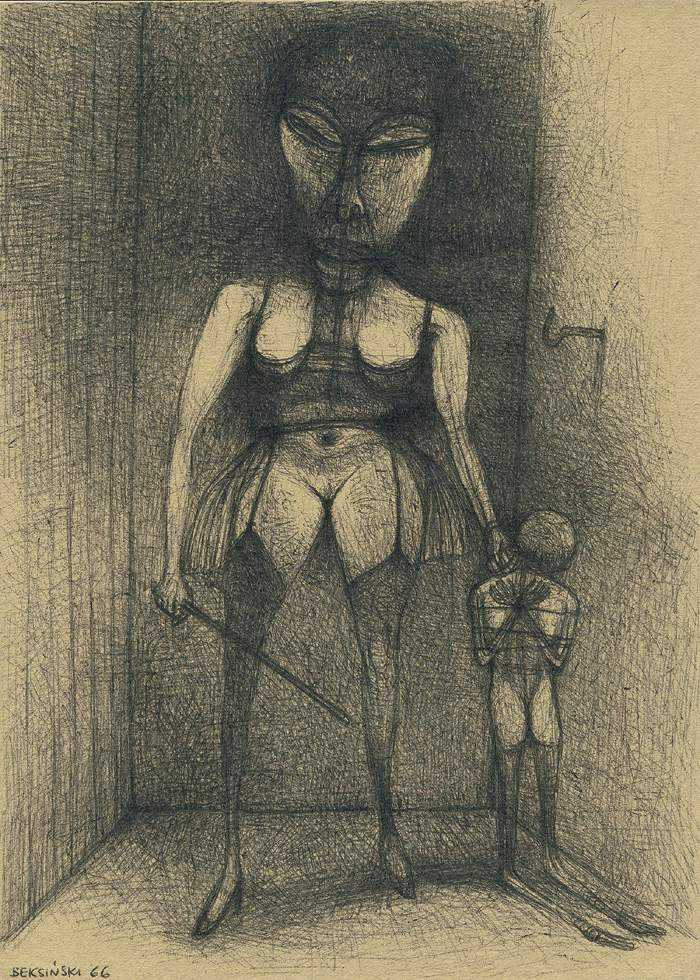
제목 없는 그림
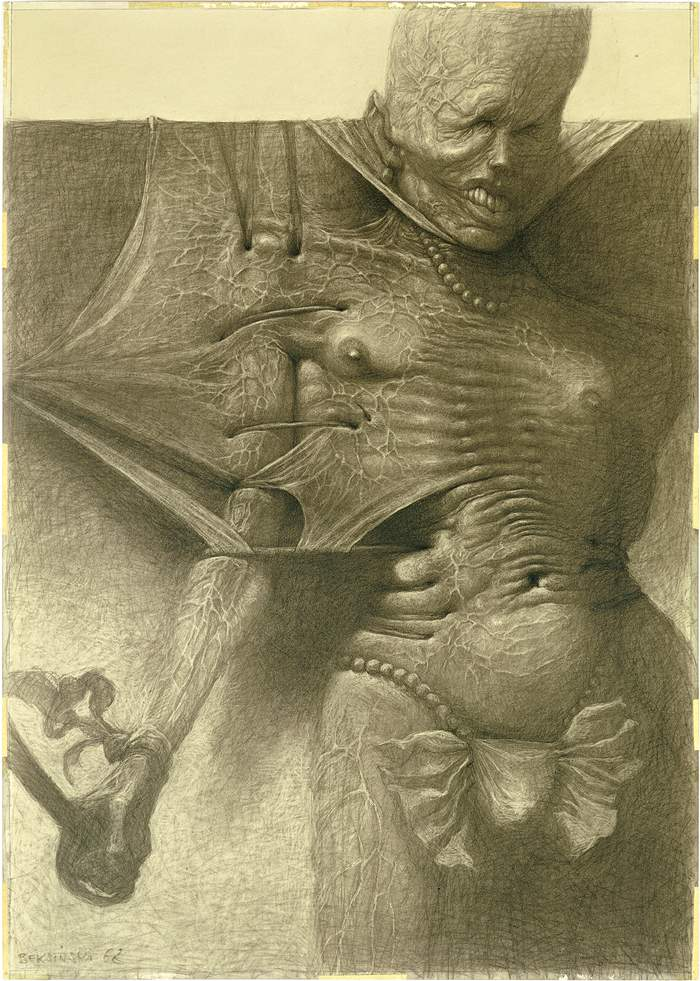
제목 없는 그림(1968년 작)
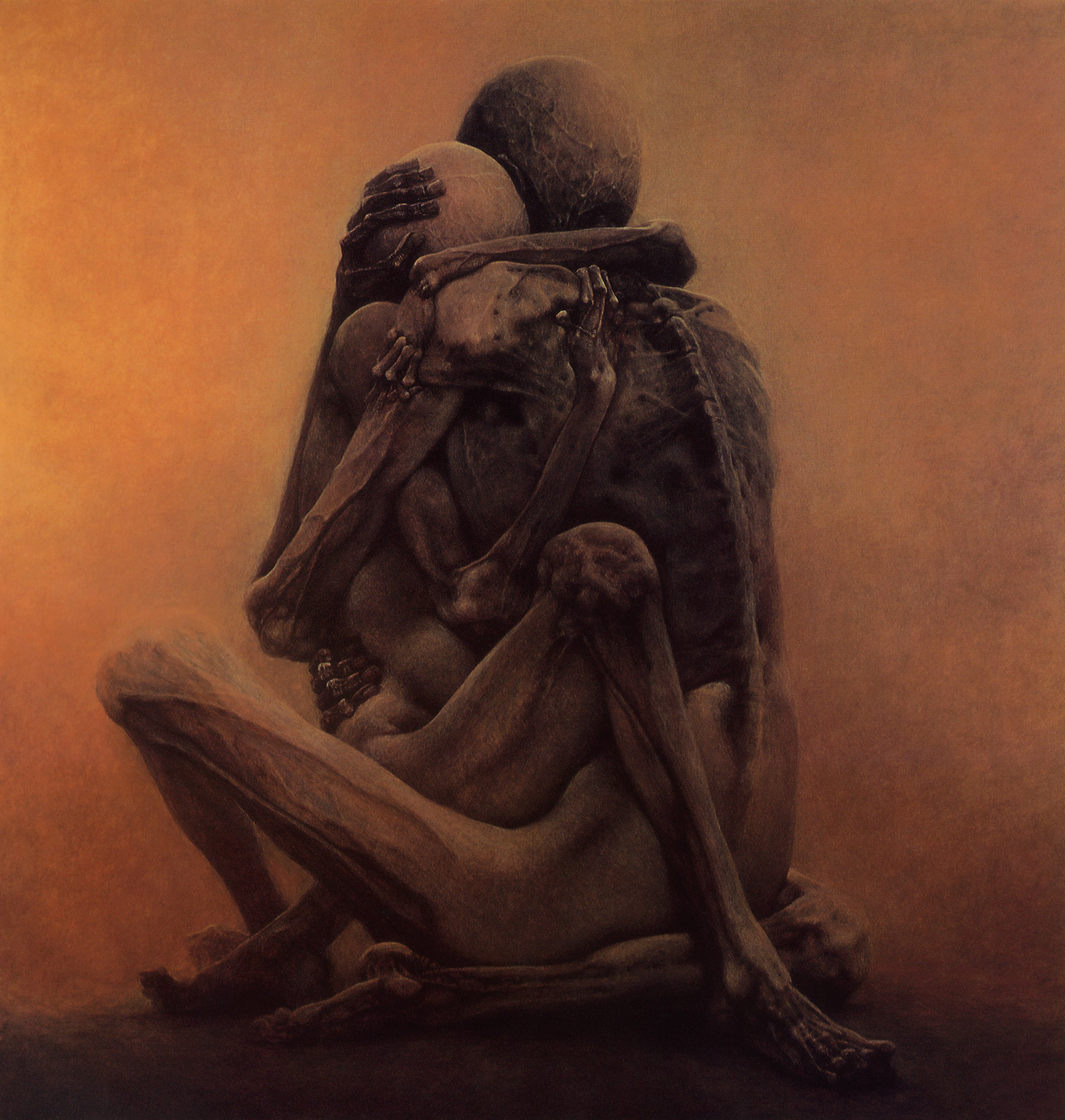
제목 없는 그림(1984년 작)
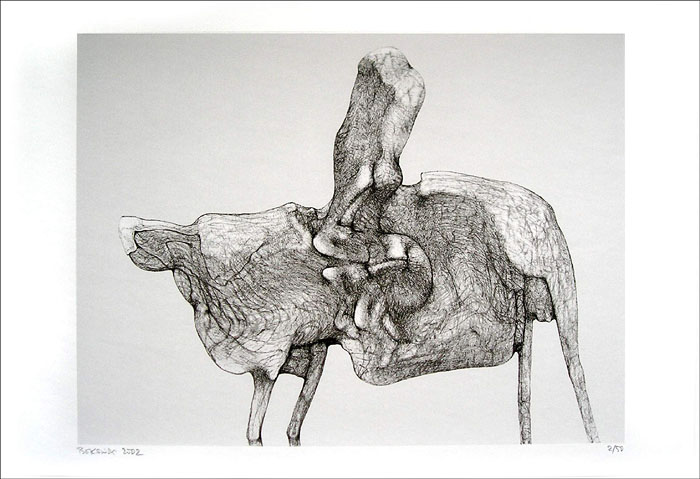
제목 없는 그림(2002년 작)
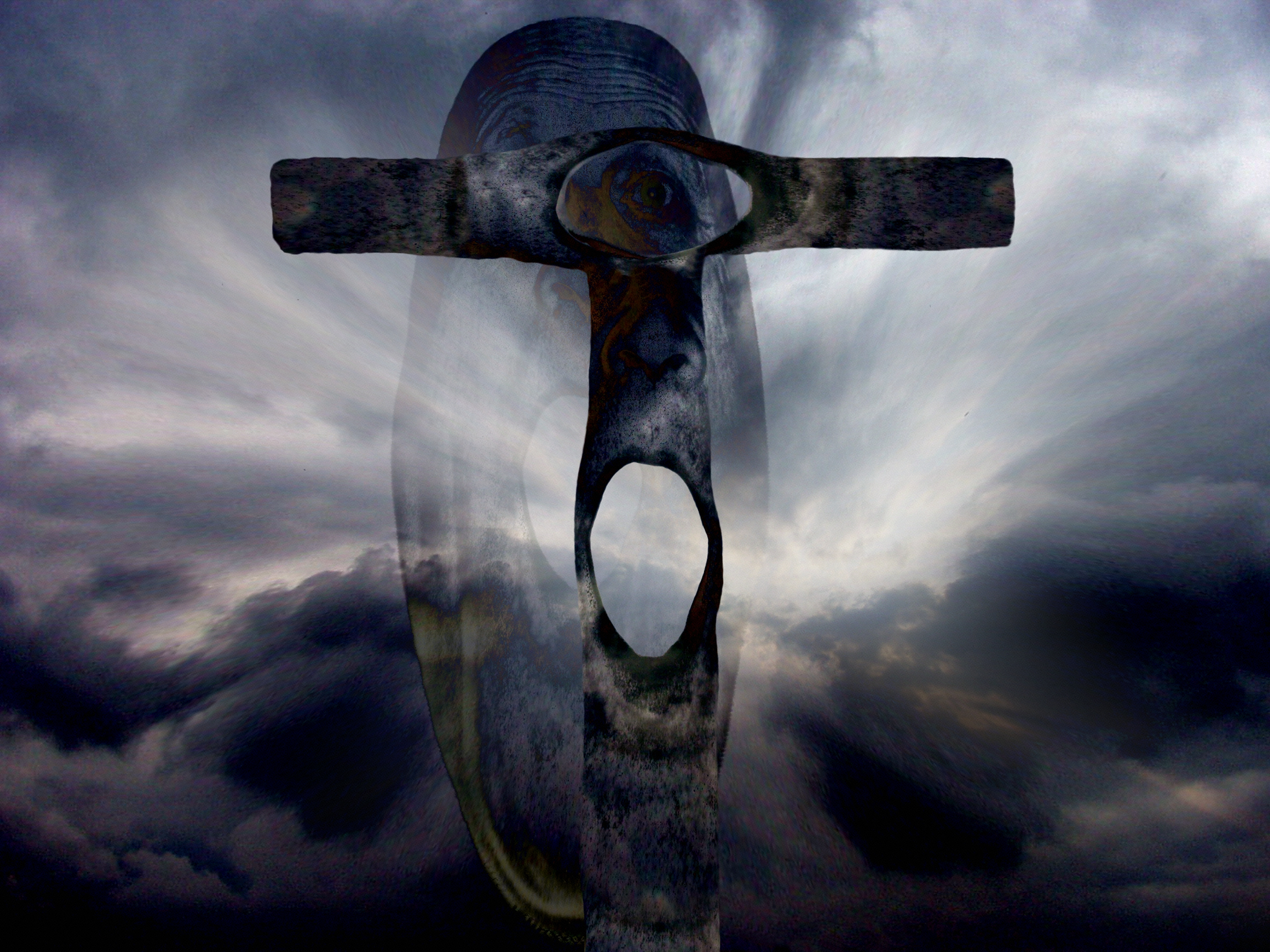
제목이 없는 합성 사진